# Trögds tingslag (–1903)
Trögds tingslag var ett tingslag i Uppsala län och i Uppsala läns södra domsaga. 
Tingslaget bildades 1680 och upphörde 1 januari 1904 då den uppgick i Uppsala läns södra domsagas tingslag.

## Ingående områden
Tingslaget omfattade Trögds härad.